# Martin Berkovec
Martin Berkovec (* 12. února 1989, Mariánské Lázně) je český fotbalový brankář, hráč Zbrojovky Brno.

## Klubová kariéra
Svoji fotbalovou kariéru začal v SK Cheb, odkud v průběhu mládeže přestoupil nejprve do FK Baník Sokolov, a později SK Slavia Praha.

### SK Slavia Praha
V červenci 2010 se propracoval do prvního mužstva, odkud obratem odešel na hostování do FC Hlučín. V A-týmu debutoval pod trenérem Františkem Strakou v prvoligovém utkání 17. kola (18. 2. 2012) proti 1. FK Příbram (remíza 0:0). V září 2011 odešel do konce podzimní části sezony 2011/12 zamířil hostovat do FK Spartak MAS Sezimovo Ústí. Před sezonou 2014/15 se vrátil po ročním hostování v Bohemians Praha 1905 do Slavie, kde podepsal nový kontrakt do 30. 6. 2017. V létě 2014 podstoupil operaci levého ramene a do začátku sezony nezasáhl. Poprvé od operace nastoupil v ligové dohrávce 18. 3. 2015 proti FC Viktoria Plzeň. Sice nezabránil porážce 0:1, ale jinak podal výborný výkon a pochytal spoustu šancí.
V sezóně 2016/17 získal se Slavií ligový titul.

### FC Hlučín (hostování)
Před ročníkem 2010/11 byl poslán na hostování do FC Hlučín. V týmu působil na podzim 2010. Za klub během celého svého angažmá nastoupil dohromady k 6 druholigovým střetnutím.

### FC MAS Táborsko (hostování)
V září 2011 zamířil na krátké hostování do konce podzimní části ročníku 2011/12 do klubu FK Spartak MAS Sezimovo Ústí (nyní FC MAS Táborsko). Odehrál zde 7 střetnutí ve druhé lize.

### Bohemians Praha 1905 (hostování)
V létě 2013 odešel hostovat do týmu tehdejšího nováčka nejvyšší soutěže Bohemians Praha 1905. S klubem podepsal roční hostování bez opce. Během jedné sezony se stal oporou mužstva. Mezi třemi tyčemi byl ve 26 ze 30 prvoligových utkání a značnou měrou se podílel na záchraně v 1. lize.

### Bohemians Praha 1905 (druhé hostování)
V lednu 2017 odešel opět hostovat do Bohemians Praha 1905. 25. února 2017 se v ligovém utkání Bohemians 1905–1. FC Slovácko (remíza 0:0) tvrdě srazil se spoluhráčem, obráncem Danielem Krchem a upadl do bezvědomí. Útočník soupeře Francis Koné neváhal a pohotově mu poskytl první pomoc. Berkovec Konému poděkoval prostřednictvím sociální sítě ještě z nemocnice.

### MFK Karviná (hostování)

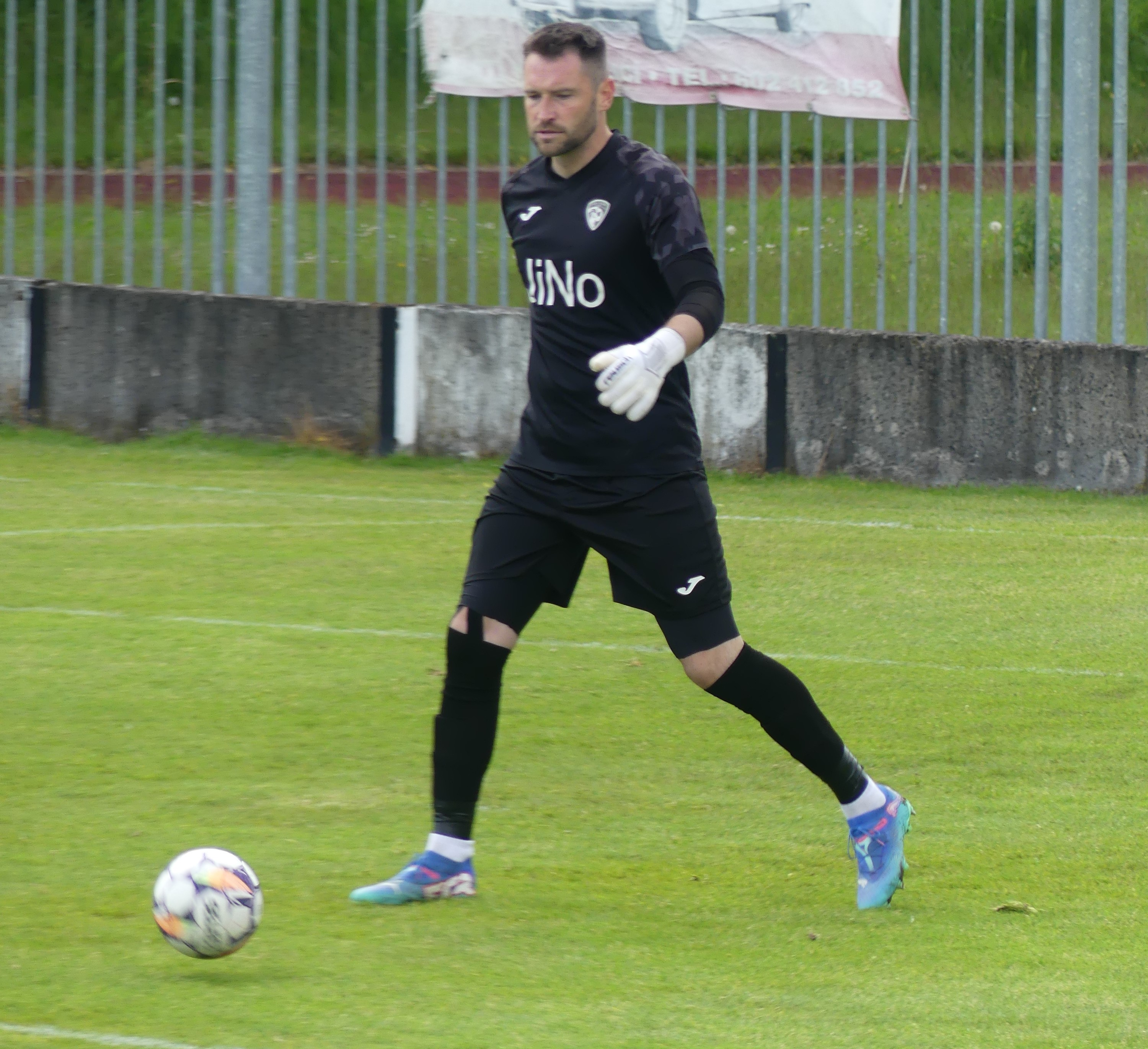
Martin Berkovec hrající za TJ Sokol Živanice (květen 2025)

V červenci 2017 odešel na hostování do klubu MFK Karviná.